# Distrito de Cangallo
El distrito de Cangallo es uno de los seis distritos que conforman la provincia de Cangallo, ubicada en el departamento de Ayacucho, bajo la administración del Gobierno Regional de Ayacucho, en el Perú.

## Historia
El distrito fue creado en los primeros años de la República.

## Geografía
El principal centro urbano del distrito es Cangallo, ubicado a 2 570 m s. n. m.
Tiene una población de 6 771 habitantes (3 216 hombres y 3 555 mujeres).

## División administrativa

### Centros poblados
- Urbanos
  - Cangallo, con 2 280 hab.
- Rurales
  - Accomayo Chupascunca, con 169 hab.
  - Cancalla, con 214 hab.
  - Chichucancha, con 167 hab.
  - Huahuapuquio, con 203 hab.
  - Huancarucma, con 181 hab.
  - Incaraccay, con 188 hab.
  - Pampa Cruz, con 588 hab.
  - Putica, con 493 hab.
  - Tucsen, con 280 hab.

## Autoridades

### Municipales
- 2011-2014[2]
  - Alcalde: Alfredo Gómez Alarcón, del Movimiento Independiente Regional Todos con Ayacucho (TcA).
  - Regidores: Erasmo Quichca Ayasca (TcA), Eloy Mejia Cahuana (TcA), Paulina Prado Palomino (TcA), Felipe Conde Carbajal (TcA), Elizabeth Torres Quichca (TcA), Auberto Ayala Méndez (Musuq Ñan), René Labio Conde (Alianza para el Progreso).
- 2007-2010
  - Alcalde: Teofilo Nuñes .

### Religiosas
- Párroco: